# Kellyn Acosta
Kellyn Kai Perry-Acosta (Plano, Texas, 24 de julio de 1995) es un futbolista estadounidense que juega de centrocampista en Chicago Fire de la Major League Soccer.

## Biografía
Es hijo de un japonés y de una estadounidense de raza negra. Es nieto por la vía paterna de un mexicano y de una japonesa. Por tanto, también pudo haber jugado para las selecciones nacionales de Japón o México.[cita requerida]

## Trayectoria

### FC Dallas
Acosta jugó para la academia del FC Dallas antes de ser fichado con un contrato de Jugador de Cantera en julio de 2012 (pese a que no podía ser seleccionado para el primer equipo hasta la temporada 2013). Jugó en tres partidos de la MLS Reserve League. Fue nombrado como el Jugador del Año de la Conferencia Central de la Academia de Desarrollo de U.S. Soccer en 2011-12.
Hizo su debut con el primer equipo en la derrota 3-0 frente al Seattle en agosto de 2013.

## Selección nacional

### Selecciones juveniles
Acosta ha sido miembro regular de las selecciones juveniles sub-17 y sub-20 de los Estados Unidos. Disputó la Copa Mundial de Fútbol Sub-17 de 2011 y en 2013 fue el futbolista más joven de la nómina norteamericana en jugar en el Mundial Sub-20 de ese año.
En mayo de 2015, Acosta fue incluido en la lista definitiva de 21 jugadores que representaron a los Estados Unidos en la Copa Mundial de Fútbol Sub-20 de 2015 en Nueva Zelanda, haciendo de este el segundo mundial de dicha categoría en el que participó. Acosta fue expulsado por doble amonestación en la victoria 1-0 sobre Colombia en los octavos de final del torneo, perdiéndose así el encuentro de cuartos frente a Serbia.

### Selección mayor
Acosta fue convocado a la selección mayor de los Estados Unidos por primera vez en enero de 2016 con miras a dos partidos amistosos frente a Islandia y Canadá. Hizo su debut frente al primero, jugando los 90 minutos en un partido que los Estados Unidos terminarían ganando 3-2.

### Participaciones en Copas del Mundo
| Mundial                     | Sede          | Resultado        | Partidos | Goles |
| --------------------------- | ------------- | ---------------- | -------- | ----- |
| Copa Mundial Sub-17 de 2011 | México        | Octavos de final | 4        | 0     |
| Copa Mundial Sub-20 de 2013 | Turquía       | Fase de grupos   | 0        | 0     |
| Copa Mundial Sub-20 de 2015 | Nueva Zelanda | Cuartos de final | 4        | 0     |
| Copa Mundial de 2022        | Catar         | Octavos de final | 2        | 0     |

## Clubes
| Club              | País           | Año       |
| ----------------- | -------------- | --------- |
| F. C. Dallas      | Estados Unidos | 2012-2018 |
| Colorado Rapids   | Estados Unidos | 2018-2022 |
| Los Angeles F. C. | Estados Unidos | 2022-2023 |
| Chicago Fire      | Estados Unidos | 2024-     |

## Palmarés

### Títulos nacionales
| Título                   | Club              | País           | Año  |
| ------------------------ | ----------------- | -------------- | ---- |
| Lamar Hunt U.S. Open Cup | FC Dallas         | Estados Unidos | 2016 |
| MLS Supporters' Shield   | FC Dallas         | Estados Unidos | 2016 |
| MLS Supporters' Shield   | Los Angeles F. C. | Estados Unidos | 2022 |
| MLS Cup                  | Los Angeles F. C. | Estados Unidos | 2022 |

### Títulos internacionales
| Título                          | Club (*)       | Sede           | Año  |
| ------------------------------- | -------------- | -------------- | ---- |
| Copa Oro de la Concacaf         | Estados Unidos | Estados Unidos | 2017 |
| Liga de Naciones de la Concacaf | Estados Unidos | Estados Unidos | 2021 |
| Copa Oro de la Concacaf         | Estados Unidos | Estados Unidos | 2021 |

(*) Incluyendo la selección.